# Castello di Masnago
Il Castello di Masnago (detto anche "Castello Castiglioni-Mantegazza"), è una fortificazione medioevale, trasformata in villa dalla famiglia Castiglioni nel XV secolo, e abbellito con un importante ciclo di affreschi profani in stile gotico cortese. Sito su un'altura, in posizione dominante, all'interno del parco omonimo in via Cola di Rienzo 12, è oggi di proprietà del Comune di Varese e ospita il Museo Civico d'Arte Moderna e Contemporanea.

## Storia
L'attuale castello ha origine da una torre di avvistamento, risalente al XII secolo, ancor oggi esistente. Originariamente inserito nel sistema di fortificazioni facenti capo alla torre di Velate, il castello apparteneva in principio alla famiglia dei Marliani. A questi ultimi subentrarono i Castiglioni, che fecero erigere una villa attorno alla torre. Rielaborazioni architettoniche si registrarono nei secoli XVI e XVII. 
Nel Settecento il marchese Giuseppe Castiglioni e la moglie Paola Litta lo trasformarono in villa di delizia, aggiungendo l’ala ovest e il giardino all'italiana. 
La famiglia Castiglioni Stampa, cedette il castello nel 1934 al varesino Angelo Mantegazza, che nel 1937, durante alcuni lavori di ristrutturazione, scoprì il celebre ciclo di affreschi. 
Nel 1981 fu acquistato dal Comune di Varese, e dal 1995 è aperto al pubblico quale sede del Museo Civico d'Arte Moderna e Contemporanea, che ospita opere di autori come Giuseppe Pelizza da Volpedo, Fontana e Balla.

## Descrizione
Il castello si presenta con un'ala tardomedievale, alla quale sono annessi alcuni rustici e un corpo di fabbrica seicentesco con pianta ad "L". Le varie strutture sono disposte in modo tale da formare un cortile quadrangolare, aperto in corrispondenza dell'estremità nord-occidentale dello stesso cortile.

### Affreschi
Nel 1937 furono scoperti i due cicli di affreschi del pian terreno e del secondo piano, che costituiscono uno dei più importanti cicli pittorici profani del gotico cortese in Italia (XV secolo). L'autore ne resta ignoto; è stato accostato, per affinità, dai critici, agli affreschi di Jacquerio nel Castello di Fenis, e al Maestro dei Giochi Borromeo di Palazzo Borromeo a Milano. Un altro nome proposto dagli studiosi è quello di Bonifacio Bembo.
La Sala degli Svaghi, collocata al piano terra, secondo la critica fu affrescata verso la metà del Quattrocento, quando il castello fu abitato da Maria Lampugnani, vedova di Giovanni Castiglioni. Presenta una serie di scene di vita cortese medioevale:
- la partenza per la caccia con il falcone
- la gita in barca di tre dame, intente a scambiarsi dei fiori
- la colazione sull'erba di un gruppo di gentiluomini
- la partita ai tarocchi di un gruppo di dame su una piccola imbarcazione;
- una dama intenta a suonare l'organo sotto una tenda riccamente decorata, che reca in cima gli stemmi delle famiglie Castiglioni e Lampugnani.

La Sala dei Vizi e delle Virtù è collocata al piano superiore del Castello, le pareti sono rigorosamente scandite da pilastrini dipinti, che formano una serie di riquadri architettonici, ciascuno dei quali occupato da gruppi di tre figure allegoriche, due Vizi e una Virtù. Fra le figure identificate vi sono 
- la "Liberalità" tra l'"Avarizia" e della "Prodigalità", che sperpera le sue monete;
- la "Castità", con la "Lussuria" e la "Vanità" che si guarda allo specchio,
- l'"Ira",
- l'"Umiltà", con "Superbia" e "Arroganza",
- la "Carità", tra l'"Ipocrisita" e l'"Invidia";
- la "Sollecitudine", tra la "Pigrizia" e l'"Accidia";
- la "Temperanza", tra "Gola" e "Maldicenza",
- la "Fede", con il calice,
- la "Speranza" con un'ancora.

Quali fonti letterarie per il ciclo pittorico, che non ha immediati paralleli in nessun'altra opera, sono stati indicati da L'Acerba di Cecco d'Ascoli, all'ideale della virtù nel mezzo di derivazione aristotelica.
Nella cappella privata del castello, decorata a motivi geometrici, è affrescata una piccola Crocefissione con santi.

### La Collezione del Civico Museo d'Arte Moderna e Contemporanea di Varese
La collezione del museo comprende opere di pittura, scultura e grafica che vanno dal Cinquecento al Novecento, provenienti dal territorio lombardo. La provenienza comprende donazioni, fra cui spicca la donazione della collezione dei coniugi Luigi De Grandi e Amelia Bolchini oltre ad acquisti grazie anche al lavoro del celebre critico d'arte Giovanni Testori.
Fra le opere più importanti vi sono:
- Giacomo Balla, Bambina con fiori, 1902
- Renato Guttuso, Torre di Velate
- Tranquillo Cremona, Ritratto di Carlo Villa, 1871
- Tranquillo Cremona, Tra i fiori, ritratti di bambini, 1871
- Francesco Hayez, Tamar di Giuda, 1847
- Pietro Antonio Magatti, La Vergine fa giungere il viatico a una devota del Santissimo Sacramento
- Giovanni Migliara, Capriccio architettonico, 1815-1825
- Pier Francesco Mazzucchelli, detto Morazzone, Compianto sul Cristo morto
- Carlo Francesco Nuvolone, Strage degli Innocenti
- Eleuterio Pagliano, Il libro di preghiere, 1857-1858
- Giulio Cesare Procaccini, Resurrezione di Cristo
- Daniele Ranzoni, Ritratto di Luigi Villa bambino, 1872-1873
- Daniele Ranzoni, Ritratto di Margherita Villa bambina, 1872-1873
- Girolamo Romanino, Arazzo del Giudizio di Salomone
- Vincenzo Vela, Girolamo Ghirlanda, busto in marmo del 1851
- Sculture provenienti dal Sacro Monte di Varese, attribuite a Martino Retti

### Il parco

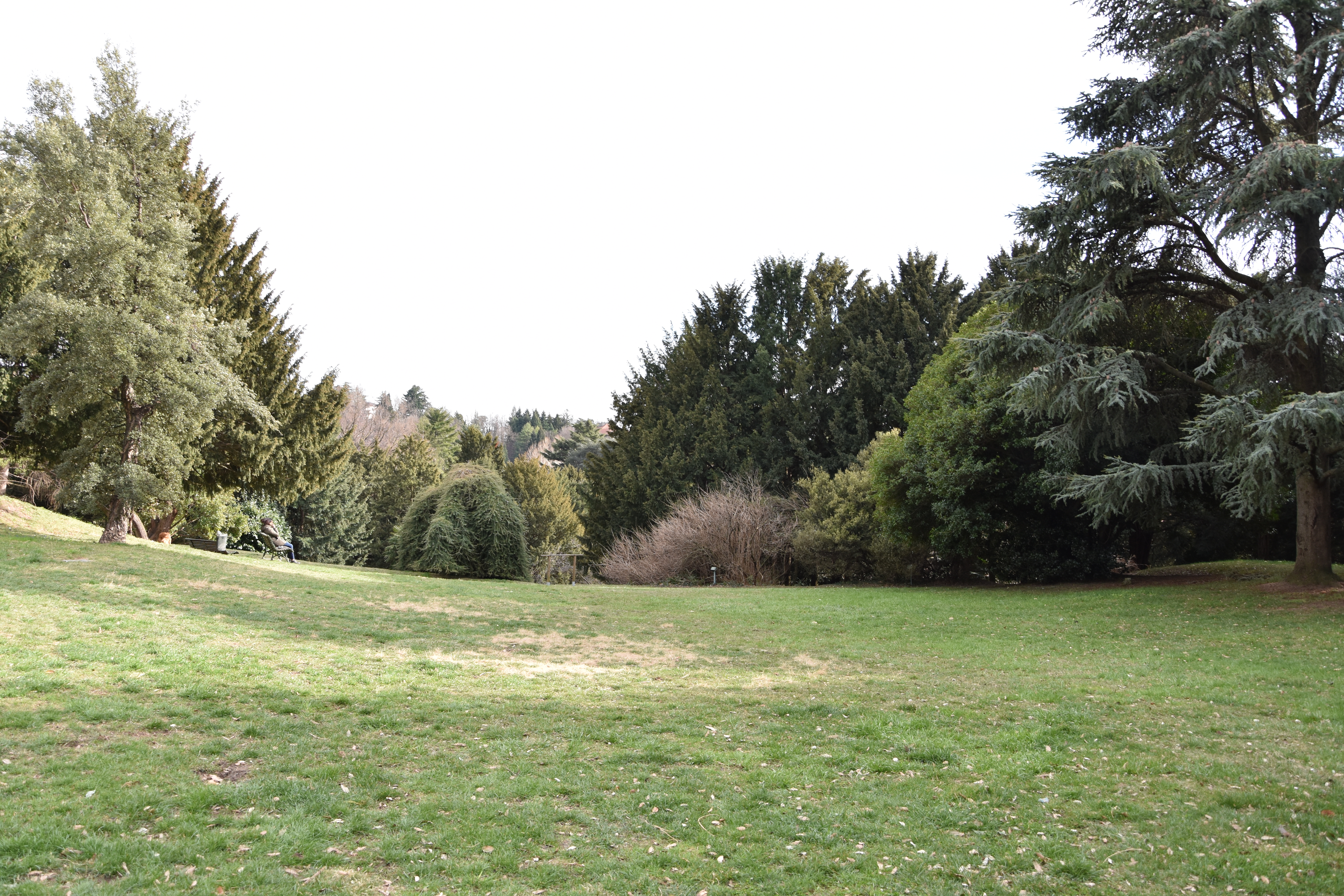
Parco all'inglese

Il castello è oggi circondato da un parco all'inglese, esteso per quasi tre ettari. Sono rimaste poche tracce dell'antico giardino settecentesco, di cui si conservano a testimonianza due leoni in pietra, simbolo dei Castiglioni, in cima ai pilastri d’ingresso. All'interno sono ospitate oltre cento differenti varietà di alberi e arbusti: nella parte inferiore del giardino troviamo distese di prati con latifoglie, invece nella parte alta faggi, ippocastani, querce, carpini e cedri.